# Station Oekoven
Station Oekoven (Duits: Bahnhof Oekoven) is een voormalig station in Oekoven, een plaats in de gemeente Rommerskirchen in de Duitse deelstaat Noordrijn-Westfalen. Het station lag aan de lijn Keulen - Rheydt.
0,0: Köln-Ehrenfeld ·
1,7: Köln-Ehrenfeld Gbf ·
5,6: Köln-Bocklemünd ·
11,5: Pulheim ·
15,5: Stommeln ·
20,0: Rommerskirchen ·
24,3: Oekoven ·
27,6: Erftwerk ·
31,3: Grevenbroich ·
35,0: Gubberath ·
38,7: Jüchen ·
41,5: Hochneukirch ·
46,4: Rheydt-Odenkirchen ·
49,4: Rheydt Hbf